# Technisches Ausbildungszentrum der Luftwaffe
Das Technische Ausbildungszentrum der Luftwaffe (abgek. TAusbZLw) ist eine am 1. Januar 2014 aufgestellte Ausbildungseinrichtung der Luftwaffe der Bundeswehr in Faßberg.

## Geschichte
Im Rahmen der Neuausrichtung der Bundeswehr wurde am 17. Dezember 2013 in Faßberg die Auflösung der Technischen Schule der Luftwaffe 1 (TSLw1) und der Technischen Schule der Luftwaffe 3 (TSLw3) vollzogen. Gleichzeitig wurde das Technische Ausbildungszentrum der Luftwaffe, bestehend aus der Abteilung Nord (Flugplatz Faßberg) und der Abteilung Süd (Kaufbeuren), neu aufgestellt und im Kommando Unterstützungsverbände Luftwaffe (KdoUstgVbdeLw) dem Kommandeur Logistikverbände unterstellt. Der Aufstellungsappell erfolgte ebenfalls am 17. Dezember 2013. Am 23. Juni 2015 wurde die Ausbildungsverantwortung für die Hubschrauber NH90 und UH Tiger an das Heer abgegeben. Zum 1. Juli 2015 wurde das Kommando Unterstützungsverbände aufgelöst und die Schule wurde nun  dem neuen Luftwaffentruppenkommando unterstellt. Im Januar 2017 wurde die Fluglotsenausbildung in Kaufbeuren von der DFS übernommen.

## Ausbildungsauftrag
Das Technische Ausbildungszentrum der Luftwaffe ist das Kompetenzzentrum für die technisch-logistische Ausbildung an fliegenden Waffensystemen für Luftwaffe, Heer und Marine.
Die Ausbildung vermittelt die Grundlagen der Luftfahrzeugtechnik/-elektronik, das praktische Arbeiten an Hubschraubern (CH-53G), Transportflugzeugen (Transall, A400M) und strahlgetriebenen Kampfflugzeugen (Eurofighter und Panavia Tornado), sowie deren Bewaffnung bis hin zu modernen Ausbildungstechnologien und der computergestützten Technische Betriebsführung.
Außerdem gehören die fachliche Qualifizierung von Offizieranwärtern des militärfachlichen Dienstes an der Fachschule der Luftwaffe in Faßberg zum Auftrag des TAusbZLw.

## Gliederung
- Technisches Ausbildungszentrum der Luftwaffe, Abt. Nord in Faßberg (Fliegerhorst Faßberg)
  - AusbGrp I – Waffensystemgrundlagen, Strukturmechanik
  - AusbGrp II – Materialerhaltung CH-53G
  - AusbGrp III – Bodengeräte, Flugausrüstung, Betriebsstoffe, Gefechtschadensbehebung (Battle Damage Repair), Ausbildungswerkstatt
  - AusbGrp A400M - A400M
  - AusbUstgGrp I

- Technisches Ausbildungszentrum der Luftwaffe, Abt. Süd in Kaufbeuren (Fliegerhorst Kaufbeuren), Umzug nach Untermeitingen (Fliegerhorst Lechfeld) bis zum Jahr 2022 geplant.
  - AusbGrp IV  Radargerätetechnik und Radarelektronik
  - AusbGrp V   Luftfahrzeugavionik/ Luftfahrzeugmechanik Eurofighter, Prüfoffiziere Avionik/ Mechanik Eurofighter, Allgemeine Grundschulung Eurofighter
  - AusbGrp VI  Luftfahrzeugavionik/ Luftfahrzeugmechanik Tornado
  - AusbGrp VII Grundlagen/Technische Betriebsführung/Moderne Ausbildungstechnologien (MAT)
  - AusbUstgGrp II

- Fachschule der Luftwaffe in Faßberg
  - 1./FSLw
  - 2./FSLw

## Kommandeure
| Name                     | von            | bis            |
| ------------------------ | -------------- | -------------- |
| Oberst Dirk Niedermeier  | Juli 2024      |                |
| Oberst Uwe Angermeyer    | Oktober 2023   | April 2024     |
| Oberst Andreas Erber     | September 2020 | Oktober 2023   |
| Oberst Georg von Harling | Februar 2017   | September 2020 |
| Oberst Gerhard Hewera    | April 2015     | Februar 2017   |
| Oberst Peter Kraus       | 1. Januar 2014 | April 2015     |